# Herdwangen-Schönach
Herdwangen-Schönach is een plaats in de Duitse deelstaat Baden-Württemberg, en maakt deel uit van het Landkreis Sigmaringen.
Herdwangen-Schönach telt 3.498 inwoners.

## Plaatsen in de gemeente Herdwangen-Schönach
- Herdwangen (met: Ebratsweiler, Alberweiler, Mühlhausen, Waldhof, Schwende en Vorstatt)
- Großschönach (met: Adriatsweiler, Aftholderberg, Egg, Kleinschönach, Lautenbach en Sohl)
- Oberndorf (met: Waldsteig, Heggelbach en Breitenerlen)

Bad Saulgau ·
Beuron ·
Bingen ·
Gammertingen ·
Herbertingen ·
Herdwangen-Schönach ·
Hettingen ·
Hohentengen ·
Illmensee ·
Inzigkofen ·
Krauchenwies ·
Leibertingen ·
Mengen ·
Meßkirch ·
Neufra ·
Ostrach ·
Pfullendorf ·
Sauldorf ·
Scheer ·
Schwenningen ·
Sigmaringen ·
Sigmaringendorf ·
Stetten am kalten Markt ·
Veringenstadt ·
Wald